# Dufourea spiniventris
Dufourea spiniventris är en biart som först beskrevs av Popov 1959.  Dufourea spiniventris ingår i släktet solbin, och familjen vägbin. Inga underarter finns listade i Catalogue of Life.